# Лаво (округ)
Лаво (фр. Lavaux) — географический и административный регион во франкоговорящем швейцарском кантоне Во, находящийся на северном берегу Женевского озера и включающий в себя обвитые виноградниками склоны озера между Лозанной и Веве — один из объектов Всемирного наследия ЮНЕСКО.
Множество небольших и живописных городков разбросаны по склонам Лаво.
Среди них:
- Лютри (фр. Lutry)
- Виллет (фр. Villette)
- Кюлли (фр. Cully)
- Форель (фр. Forel)
- Эпес (фр. Epesses)
- Гранво (фр. Grandvaux)
- Рье (фр. Riex)
- Савиньи (фр. Savigny)
- Шебр (фр. Chexbres)
- Рива (фр. Rivaz)
- Сен-Сафорен (фр. Saint-Saphorin)